# 甘地村
甘地村（あまじむら）は、兵庫県神崎郡にあった村。現在の市川町の南西部にあたる。

## 地理
- 河川 ： 市川

## 歴史
- 1889年（明治22年）4月1日 - 町村制の施行により、神西郡甘地村・近平村・奥村・坂戸村・谷村・千原村・小谷村の区域をもって発足。
- 1896年（明治29年）4月1日 - 所属郡が神崎郡に変更。
- 1955年（昭和30年）7月25日 - 川辺村・瀬加村・鶴居村と合併して市川町が発足。同日甘地村廃止。

## 交通

### 鉄道路線
- 日本国有鉄道
  - 播但線
    - 甘地駅